# Fumio Kishida
Fumio Kishida (jap. 岸田 文雄 Kishida Fumio; ur. 29 lipca 1957 w tokijskiej dzielnicy Shibuya-ku) – japoński polityk, deputowany do Izby Reprezentantów i minister spraw zagranicznych w rządzie Shinzō Abe w latach 2012–2017, premier Japonii od 4 października 2021 do 1 października 2024. W latach 2021–2024 lider Partii Liberalno-Demokratycznej.

## Życiorys
Spędził część swojego dzieciństwa w Stanach Zjednoczonych, gdzie uczęszczał do szkoły podstawowej w Nowym Jorku. Ukończył prawo na Uniwersytecie Waseda w 1982, po czym rozpoczął pracę w Long-Term Credit Bank of Japan. Od 1987 był sekretarzem swojego ojca, Fumitake Kishiday podczas pełnienia przez niego funkcji deputowanego do krajowego parlamentu.
W 1993 został wybrany po raz pierwszy do Izby Reprezentantów.
Po wygraniu wyborów na przywódcę PLD uzyskując 60,2% głosów w drugiej turze przeciwko Tarō Kōno, w dniu 4 października 2021 roku został premierem Japonii, zastępując Yoshihide Sugę, który zrezygnował po nieco ponad roku sprawowania urzędu w wyniku krytyki jego reakcji na pandemię.
Fumio Kishida utworzył gabinet, którego zadaniem jest utrzymywanie kontroli nad COVID-19 przy jednoczesnym ożywieniu zniszczonej gospodarki. Poinformował, iż wybory do Izby Reprezentantów odbędą się 31 października.
W czasie konferencji prasowej Kishida powiedział: „Musimy walczyć z koronawirusem, aby przywrócić normalne działania społeczne, biznesowe i zbudować nową gospodarkę, nowy sposób życia, nową erę. Chcę pracować z ludźmi w tym celu. Odzyskam zaufanie ludzi, które jest fundamentem demokracji”.
Gabinet składa się z wielu nowych ministrów, a 13 z 20 jego członków po raz pierwszy objęło stanowisko ministra. Kluczowe stanowiska zostały jednak przyznane osobom blisko związanym z byłym premierem Shinzō Abe, co sugeruje, że nie nastąpiła radykalna zmiana polityki w stosunku do poprzednich administracji.
W sierpniu 2024 ogłosił, że nie będzie się ubiegał o ponowny wybór na stanowisko lidera swojej partii. Przyczyną tej decyzji, był znaczący spadek popularności premiera i Partii Liberalno-Demokratycznej, spowodowany m.in. przez wysoki poziom inflacji, spadającą liczbę urodzeń oraz liczne skandale polityczno-finansowe z udziałem członków partii. 27 września 2024 funkcję lidera liberalnych demokratów objął Shigeru Ishiba, który 1 października zastąpił Kishidę również na stanowisku premiera.